# Borgella pustulosa
Borgella pustulosa är en mossdjursart som först beskrevs av Osburn 1953.  Borgella pustulosa ingår i släktet Borgella och familjen Cerioporidae. Utöver nominatformen finns också underarten B. p. asiaticus.